# Anton Weidinger
Anton Weidinger (Vienna, 9 giugno 1766 – Vienna, 20 settembre 1852) è stato un trombettista austriaco.
Attivo nel tardo Barocco, è noto principalmente per avere sviluppato la "tromba a chiavi", una sorta di anello di congiunzione tra tromba barocca e tromba moderna a pistoni, e per essere stato il trombettista per cui Franz Joseph Haydn e Johann Nepomuk Hummel scrissero i loro famosi Concerti per Tromba.

## Biografia
Il primo insegnante di Weidinger fu Peter Neuhold, Oberhof und Feldtrompeter (Funzionario di Corte e Trombettista da Campo) a Vienna.
Weidinger fu un allievo insolitamente dotato e terminò la sua formazione musicale nel 1785, in meno dei due anni richiesti.
All'epoca, al trombettista da campo si richiedeva la capacità di eseguire una serie di segnali militari, ma Weidinger mostrò attitudine anche per il registro acuto della tromba, detto di clarino.
Dopo la sua promozione, Weidinger trascorse circa sette anni come trombettista militare in due reggimenti, partecipando anche alla campagna contro i Turchi.
Nel 1792 ritornò a Vienna e trovò impiego in vari teatri della città, fino all'agognata ammissione in qualità di Trombettista di Corte, avvenuta nel 1799.
Il corpo dei Trombettisti di Corte a Vienna (Hoftrompetencorps) era formato da 1 capo trombettista, 5 trombettisti, un timpanista, e aveva funzioni celebrative e di rappresentanza, come quella di accogliere i dignitari a Corte, ma anche di annunciare i pasti.
Nel 1809 Weidinger fu finalmente ammesso nell'Orchestra di Corte (Hofmusikkapelle), ove rimase sino alla morte, alternando la sua professione a quella di apprezzato solista sulla tromba a chiavi.

## La tromba a chiavi

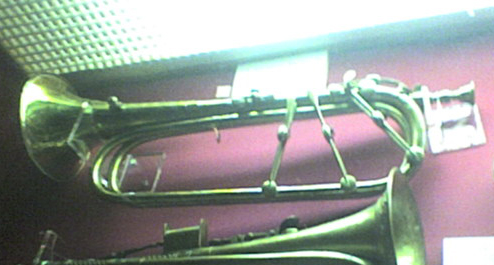
Una tromba a chiavi (Reid Concert Hall Museum of Instruments)

Fino alla metà del XVIII secolo la tromba era costituita da un semplice tubo di lunghezza variabile, in grado di generare solo la serie degli armonici naturali.
Nella seconda metà del XVIII secolo si iniziò a ricercare la possibilità di far emettere a questi antichi strumenti tutti i suoni della scala cromatica; tale possibilità divenne realtà solo dopo l'invenzione dei pistoni, avvenuta nel 1815.
Dopo il 1750 vennero comunque sviluppati alcuni sistemi di transizione, come la tromba da tirarsi (dotata di una coulisse mobile, sul principio del trombone a tiro) e la tromba a chiavi.
La tromba a chiavi (ingl. keyed trumpet; ted. klappentrompete) consisteva essenzialmente in una tromba naturale a cui venivano applicate delle chiavi, simili alle odierne chiavi applicate sui legni.
Mediante questo accorgimento si poteva ampliare la gamma dei suoni della tromba naturale nel registro principale.

## Weidinger e Haydn
È certo che Weidinger, a partire dal 1793, sviluppò una tromba dotata di 5 chiavi, basandosi su modelli precedenti.
Questo strumento così innovativo per l'epoca interessò molti compositori, tra cui Franz Joseph Haydn, che era stato Kapellmeister presso la Corte Imperiale di Vienna per oltre 30 anni e che dopo una breve parentesi a Londra, verso il 1795 si stabilì definitivamente nella capitale austriaca, all'apice della sua gloria e della sua fama.
La sua amicizia con Weidinger risale a quegli anni, e nel 1796 Haydn gli dedicò il suo famoso Concerto per tromba.
Curiosamente Weidinger non si arrischiò ad eseguirlo in pubblico per ben 4 anni, preferendo nel frattempo affinare la sua tecnica sulla difficile tromba a chiavi.
Finalmente, il 22 marzo 1800, Weidinger eseguì il Concerto di Haydn per la prima volta, al Burgteather di Vienna, anche se la serata fu un fiasco in quanto il teatro era vuoto a causa della raucedine della cantante.
Weidinger non si arrese e per anni insistette presso la Corte Imperiale affinché la sublime musica di Haydn potesse essere ascoltata, e grazie ai suoi sforzi oggi questo Concerto è il più conosciuto e popolare brano classico per tromba giunto sino a noi.

## Weidinger e Hummel
Weidinger è stato il destinatario anche del secondo concerto per tromba più famoso di sempre, composto da Hummel nel 1803 sempre per la tromba a chiavi, popolarissimo e continuamente eseguito ed inciso ancora oggi.
La tonalità originale del Concerto di Hummel è in Mi maggiore anche se oggi si esegue quasi sempre in Mi bemolle maggiore perché ci fu un errore nella trascrizione.
Un altro brano di Hummel dedicato a Weidinger (un trio per tromba a chiavi, piano e violino) è andato perduto.